# تابع پله‌ای هویساید

تابع پله‌ای هوی‌ساید

تابع پله‌ای هوی ساید (Heaviside step function) {\displaystyle H(x)\!} یا تابع پله‌ای یکّه تابعی ناپیوسته و چندضابطه‌ای است که مقدارش برای اعداد منفی صفر و برای اعداد نامنفی یک است. این تابع به نام دانشمند انگلیسی الیور هوی ساید نام‌گذاری شده‌است.
این تابع در انتگرال‌گیری و همچنین اثبات دلایل تجزیه کسری کاربرد دارد.